# Villa Buchler (Petritorwall)
Fotograf: unbekannt

Link zum Foto

(Bitte Urheberrechte beachten)
Die Villa Buchler war eine großbürgerliche Villa an der Petritorpromenade, dem heutigen Petritorwall 25, in Braunschweig. Sie wurde 1854 nach Plänen des Braunschweiger Architekten Louis Kuhne für die Familie des Industriellen Hermann Buchler errichtet. Im Zweiten Weltkrieg wurde das Gebäude 1944 schwer beschädigt und die Ruine schließlich 1966 abgerissen. Heute stehen an gleicher Stelle andere Gebäude.

## Geschichte

Braunschweig um 1900: Westlicher Okerumflutgraben im Bereich Petritorwall. Im Zentrum des Bildes „Buchlers Garten“ mit Villa und Gärtnerhaus.

Hermann Buchler stammte aus einer wohlhabenden Großkaufmannsfamilie. Er lebte und arbeitete einige Jahre in den USA und in London. Von dort reiste er 1849 zu einer Familienfeier nach Braunschweig, wo er seine spätere Ehefrau Luise Thomae (1832–1908) kennen lernte. Nach der Hochzeit 1850 lebte das Paar zunächst in London, zog dann aber 1854 nach Braunschweig, der Heimatstadt der Ehefrau.
Dort erwarb Buchler das Jorn’sche Grundstück an der Petritorpromenade, das die Flurstücke 22–29 umfasste. Er beauftragte den Architekten Kuhne, einen Schüler Carl Theodor Ottmers, mit dem Bau einer großzügigen Villa mit Gärtnerhaus im Neo-Tudorstil, der in seiner Art einzigartig in Braunschweig war. Das zweietagige Gebäude hatte ein traufständiges, von Zinnen eingefasstes Satteldach und einen über beide Stockwerke gehenden halbrunden Mittelbau mit Eingangspforte, der wiederum auf beiden Seiten von schmalen, turmartigen Vorsprüngen begrenzt war. Über dem Mittelbau erhob sich ein Giebel.
1880 verkaufte Buchler die Parzellen 22–24 und 26–29, behielt aber Nr. 25, auf der die Villa (Assekuranznummer 3175) stand. Die verkauften Grundstücke wurde in der Folgezeit ebenfalls mit Villen bebaut, Nr. 26 z. B. 1868 von dem Braunschweiger Architekten Friedrich Lilly. Die fertiggestellte Villa auf dem Grundstück Nr. 29 erwarb im Jahre 1882 der Kaufmann und Hofglasermeister Wilhelm Giem für 91.000 Goldmark. Nach Buchlers Tod im Jahre 1900 erbte seine Frau das Grundstück. Nach deren Tod 1908 ging es an den gemeinsamen Sohn, den Chemiker und Kommerzienrat Hermann (1855–1915), über. Dieser beauftragte den Architekten Hermann Pfeifer, eine Verbindung zwischen beiden Gebäuden zu erstellen, sie anschließend zu erweitern und grundlegend zu renovieren. Nach Hermann (II) Buchlers Tod 1915 ging das Grundstück an dessen in den USA lebenden Sohn, den Chemiker Hermann (III) Buchler, über.
Die Bebauung wurde 1944 bei einem Bombenangriff der Royal Air Force weitestgehend zerstört und im Juni 1966 abgerissen. Buchlers Erben verkauften das Grundstück im selben Jahr an die Stadt Braunschweig, diese wiederum teilte das große Grundstück in zwei Teile, die separat weiterverkauft wurden. Heute befinden sich auf den Grundstücken mehrere moderne Häuser.
Zeichnungen und Pläne des Architekten Kuhne für die Villa befinden sich heute im Stadtarchiv Braunschweig.